# Luis Arranz
Luis Arranz (1956) es un biólogo y conservacionista español, más conocido por haber sido el responsable del Parque Nacional de Garamba, en la República Democrática del Congo.

## Biografía
Luis Arranz nació en 1956 en Santa Cruz de Tenerife. Terminó la carrera de Biología en Madrid en 1980. Trabajó para la Agencia de Cooperación Española en Guinea Ecuatorial y posteriormente trabajó como biólogo en Bolivia, Venezuela, Brasil, Paraguay y Perú. Ha sido director de varios parques nacionales en África: De 1992 a 1998 dirigió el Parque de Monte Alén en Guinea Ecuatorial. Posteriormente, de nuevo dentro de los planes de conservación de la UE, se pudo encargar del Parque de Zakouma en Chad entre 2001 y 2007, periodo en el que la población de elefantes paso de 1.500 ejemplares censados en 1990 a 3500 a finales de 2007. En 2010 solo quedaban en este Parque 450 ejemplares, debido a la caza furtiva. En 2007 pasó a hacerse cargo del Parque nacional de Garamba, cargo que dejó en 2014.

## Activismo en pro de la biodiversidad y de la fauna africana en riesgo
Luis Arranz se ha distinguido por su activismo en defensa de la fauna africana, especialmente de las especies salvajes en peligro por la caza furtiva. Ha impartido numerosas conferencias de divulgación y especialmente ha formado y mantenido varios cuerpos de personal entrenado para la conservación de los Parques Nacionales de África. En numerosas ocasiones han sufrido ataques por parte de bandas organizadas y armadas de furtivos, delincuentes y guerrilleros. El 2 de enero de 2009 un grupo guerrillero ugandés atacó el parque de Garamba para robar armas y municiones y mató a 14 miembros del personal del Parque.
En 2013 La2 de RTVE emitió un reportaje sobre las actividades conservacionistas de Luis Arranz titulado Proteger bajo el fuego.